# Concornis lacustris
Concornis lacustris es una especie de ave extinta de la subclase Enantiornithes. Vivió durante el Cretácico inferior, en la edad Barremiense superior, hace aproximadamente 127-125 millones de años, y sus restos proceden de la Formación Calizas de La Huérguina en Las Hoyas, Provincia de Cuenca, España. La única especie conocida Concornis lacustris fue descrita a partir de restos de un esqueleto incompleto, aunque conserva las impresiones de plumas.
Era un ave más bien pequeña, tenía aproximadamente 13 cm de longitud, sin cola. Su peso se estima comprendido entre 75 y 100 g. Nada se sabe acerca de su pico, pero se especula con que poseía dientes y un hocico similar al de sus parientes. Probablemente fue un  experto volador para su época, aunque quizá no tan era tan ágil y con tanta  resistencia como las aves modernas. No se sabe si poseía álula, aunque se interpreta que debía poseer un pigostilo largo y estrecho, no se sabe su relación exacta con los grupos rectrices de Neornithes. Sus patas eran bastante largas y no se usaban para posarse en las ramas, ni para correr. Tenía un gran hallux , rasgo generalmente ausente en aves terrestres.
Sus hábitos de vida parecen haber sido más parecidos a los de un ave zancuda pequeña  pero con un dedo del pie trasero, piernas robustas, y el pico típico de Enantiornithes.

## Sistemática
Inicialmente se consideraba que era más primitivo que los Enantiornithes; aunque en su momento estos eran muy poco conocidos y así como el primitivo Iberomesornis no fue considerado perteneciente a ese grupo, que contenía solo taxones avanzados. Con más y más material de enantiornites siendo descubierto, la clasificación de C. lacustris en este grupo fue finalmente verificada. De hecho, a persar de su edad, C. lacustris no parece ser más primitivo que los demás Enantiornithes.
Es en ocasiones considerado como un miembro de Enantiornithiformes y relacionado con Enantiornis. Un análisis cladístico que incluyó a muchos taxones de enantiornites lo situó en "Cathayornithiformes", agrupándolo con Sinornis (o Cathayornis) y, sorprendentemente, Neuquenornis volans el cual fue considerado como perteneciente a un linaje distinto de Euenantiornithes. Independientemente de cual de las dos hipótesis sea correcta, estas proporcionan evidencia de que los Euenantiornithes eran buenos voladores capaces de cruzar océanos, teniendo en cuenta que parientes cercanos de Concornis' habitaron Suramérica.
La relación con Sinornis/Cathayornis es sugerida mayormente por el esternón peculiarmente autapomórfico. Tenía una quilla más pequeña que la de las aves modernas, en forma de letra "Y", y en el extremo del esternón tenía profundos surcos como en el ave china.

## Paleoecología
El hábitat y comportamientos de Concornis lacustris son básicamente conjeturas. Sus patas y su aparato de vuelo sugieren que era un ave generalista y multifuncional capaz de buscar entre la vegetación, correr en el suelo y volar igualmente bien. Comparado con las aves actuales adaptadas a estos nichos ecológicos, esta pudo haber sido inferior. Fue hallada en ambientes acuáticos, lo que sugiere que ocupaba al menos parcialmente un nicho de "ave costera", y dado su tamaño podría presumiblemente haberse alimentado de pequeños invertebrados como insectos o crustáceos. Había en este hábitat depredadores terrestres - incluyendo a sus parientes los terópodos no avianos y crocodilianos - de los cuales Concornis pudo haber escapado más fácilmente volando hacia una percha que alejándose corriendo.